# Justin Lemberg
Justin Lemberg, né le 23 août 1966, est un nageur australien.

## Biographie
Aux Jeux olympiques d'été de 1984 à Los Angeles, Justin Lemberg remporte la médaille de bronze à l'issue de la finale du 400 mètres nage libre.